# Жучна колика
Жучна или билијарна колика дефинише се као бол који настаје услед грча (спазма) глатких мишићних ћелија смештених у зиду жучних органа. Као и код цревних и бубрежних колика, жучна колика је врста висцералног бола код којег се надражај преноси двема врстама нервних путева до висцералних и соматских центара. Болни надражај код жучне колике прво допире до таламуса, а затим у темпорални режањ великог мозга, а нешто спорије, и преко симпатикусних нервних влакана у трбушној дупљи, до вегетативних нервних центара трбуха. Двоструки пренос бола условљава да је осећај бола код жучне колике дифузан, нејасно локализован испод десног ребарног лука, слабијег интензитета али и упоран („досадан“) и неда болеснику да нађе одговарајући положај тела и буди га из сна.
Жучну колику треба сматрати као једно од ургентних стања у медицинско чије примарно збрињавање најчешће почиње на нивоу хитне помоћи или лекара опште праксе у примарној здравственој заштите. По збрињавању актутне епизоде, лекар у примарној здравственој заштити болесника обавезно упућује специјалисти, гастроентерологу или хирургу, сходно откривеном или претпостављеном узроку и процењеној потреби за даље лечење. У јако тешким стањима и у случајевима, када диференцијалнодијагностички лекар примарне здравствене заштите не може прецизно да одреди да се ради о жучној колици, таквог болесника одмах упућује на болничко лечење где ће се предузети, одговарајуће дијагностичко-терапијске мере. По завршеном болничком лечењу лекар примарне здравствене заштите поново преузима даље праћење болесниковог здравствено стања и спроводи савете клиничког лекара.

## Епидемиологија
Морбидитет
Процењује се да је преваленца жучних каменаца код становника у развијеним земљама запада око 10-15%. Међутим, клиничка слика жучне колике, се годишње јавља код 1-4% пацијената са каменом у жучи, када је опструкција у цистичном каналу продужена (обично неколико сати).
Ако са жучна колика изазвана опструкцијом не лечи она може прећи у акутни холециститис код око 20% пацијената, или холедохолитијазу када камен доспе у заједничке жучне путева, са последичним холангитисом и растућом инфекцијом. Међутим, учесталост акутних холециститиса, након жучних колика, на глобалном нивоу опада, вероватно због правовременог лечења пацијената лапароскопском холецистектомијом, као једним од савремених облика лечења код симптоматских каменаца у жучи.
Морталитет
Морталитет код жучне колике изазване некомпликованим холециститиссом је низак. Међутим код имунокомпромитованих особа и емфизематозног облика морталитет је до 15%, код гангренозног типа или емпијема до 25% а код перфоративног типа и до 60%.
Животна дов
Процењује се да преваленца холелитијазе прогресивно расте са старењем, тако да у узрасној доби од 40 година она износи око 8%, а у доби од 60 година 20%.
Полне разлике
Процењује се да је преваленца холелитијазе/жучних колика нешто већа код жена него код мушкараца.

## Етиологија
| Узроци колике | Механизми |
| ------------- | --- |
| Каменац       | - Холелитијаза: је најчешћи узрок жучне колике било да је удружена са запаљењским процесом у зиду билијарног тракта. Присутна је у око 80% свих случајева жучне колике. - Холедохолитијаза, је удружени процес у жучи, са приступним каменцем у жучној кеси, знатно ређе у жучоводу - Интрахепетична холелитијаза: је јако јако редак облик присутва жучних каменаца у интрахепатичним (унутарјетреним) путевима. - Налаз „муља/песка“ у жучној кесици је ништа дуго него почетни облик холелитијазе. - Холестеролоза (жучна кесица изгледа „јагоде“) настаје као последица накупљања хистиоцита удружених са липидним (масним) накупинама у виду честица у мукози жучне кесице, са преваленцом и до 10%. |
| Упала         | Акутни и хронични холецистис |
| Дискинезија   | Дискинезија жучних путева |
| Дисфункција   | Дисфункција Одијевог сфинктера |
| Волвулус      | Волвулус жучне кесе |
| Лекови        | Цефтриаксон, еритромицин, фибратин. |

## Диференцијална дијагноза
У диференцијалној дијагностици жучне колике и холециститиса треба имати у виду следеће болести:
- Анеуризма трбушне аорте
- Холангитис
- Гастроентеритис
- Хепатитис (жутица)
- Исхемија мезентеријума
- Инфаркт миокарда
- Опструкција, танког црева
- Панкреатитис (упала гуштераче)
- Трудноћа, еклампсија
- Трудноћа, инфекција уринарног тракта
- Холелитијаза и бубрежни каменци
- Дивертицулоза и запаљење црева.[14]

## Терапија

### Лекови
Почетни третман укључује ублажавање симптома и корекцију неравнотеже електролита и течности која може да се јави са повраћањем. 
Антиеметици, као што је дименхидринат, се користе за лечење мучнине. 
Бол се може лечити антиинфламаторним лековима, НСАИЛ као што су кеторолак или диклофенак.  Опиоиди, као што је морфијум, ређе се могу користити. НСАИЛ су мање-више еквивалентни опиоидима.  Хиосцин бутилбромид, антиспазмодик, је такође индикован код жучних колика.
Код жучних колика ризик од инфекције је минималан и стога антибиотици нису потребни. Присуство инфекције указује на холециститис. 

### Хирургија
Нејасно је да ли они који доживе напад камена у жучи треба да добију хируршко лечење или не.  Научна основа за процену да ли је операција надмашила друге третмане била је недовољна и потребне су боље студије према извештају СБУ из 2017. године.  Лечење жучних колика диктира основни узрок.[ Присуство камена у жучи, које се обично визуелизује ултразвуком, генерално захтева хируршко лечење (уклањање жучне кесе, обично лапароскопијом).  
Уклањање жучне кесе операцијом, познато као холецистектомија, и дефинитивни је хируршки третман за жучне колике. Рана лапароскопска холецистектомија се дешава у року од 72 сата од постављања дијагнозе. У Кохрановом прегледу који је процењивао рану операцију у односу на одложену операцију, наводи се да је 23% оних који су чекали у просеку 4 месеца завршило у болници због компликација, у поређењу са ниједном са раном интервенцијом уз операцију. Рана интервенција има и друге предности, укључујући смањен број посета ургентном одељењу, мање конверзија на отворену операцију, мање потребног оперативног времена и скраћено постоперативно време у болници.Они са акутном упалом жучне кесе могу се хируршки лечити у акутној фази, у року од неколико дана од појаве симптома, без повећања ризика од компликација (у поређењу са оним када се операција ради касније у асимптоматској фази). 

## Компликације
У до 20% случајева код дијабетичара, старијих особа и имунокопромитованих болесника као једна од тежих компликација жучне колике и/или холециститиса може се јавити гангрена жучне кесе.
У 10% случајева компликације жучне колике и/или холециститиса могу бити холангитис, сепса, панкреатитис, хепатитис, и холедохолитијаза.
У 10% случајева са холециститиса може доћи со перфорације жучне кесе. Када организам локализује перфорацију (што је уобичајено), може се формирати гнојна колекција у облику апсцеса уобичајено. Међутим код нелокализованих перфорација жучне кесе може доћи до ослобађања жучи и гнојног садржаја интраперитонално, што узрокује перитонитис.
Када се перфорација жучне кесе догоди у шупљинама поред ње могу настати фистуле које су најчешће у споју са дванаестопалачним или танким цревом. Када директно кроз фистулу камена у жучи пређе у танког црево, под условом да је већи од 2,5 cm, он може пореметити рад илеоцекалне валвуле, и изазвати илеус. Смрност у овим случајевима може бити и до 20%, јер је дијагноза јако тешка. Лечење укључује холецистектомију, визуелни преглед холедохуса и затварање фистуле.